# Heiterschen
Heiterschen ist seit 1996 Teil der politischen Gemeinde Wängi im Kanton Thurgau und liegt westlich der Murg.
Der Ort war früher ein kleines Bauerndorf mit einem Dutzend Höfen und einem kleinen Textilbetrieb, heute gibt es neue Wohnquartiere westlich des Chräbsbaches und am Michelsbühl. Entlang der Autobahn haben sich eine Metallwarenfabrik und weitere Gewerbebauten angesiedelt.

## Geschichte

### Besitzverhältnisse
In den Urkunden erscheint der Ort erstmals 1263, als Ritter Burkhard von Heitnau, dessen zwei Töchter ins Kloster Tänikon eingetreten waren, dem Kloster seinen Besitz in Heiterschen, die „Äussere Hube“, schenkte (Hube = 30 – 50 Juchart).
1270 übertrugen Ministerialen des Grafen von Habsburg-Kyburg ihren Hof in Heiterschen dem Kloster Fischingen.
Die Herren von Spiegelberg besassen Mitte des 14. Jahrhunderts in dem Dorf eine Schuppose (10 – 15 Juchart). Eberhard von Strass verkaufte aus Not die Burg Spiegelberg nebst „Zubehörden“ an die Grafen von Toggenburg. Dazu gehörten die genannte Schuppose und die Leibeigenen Kuoni und Eberli und Ruedis Tochter von Heiterschen. Wie diese waren die meisten Bauern im Thurgau zu dieser Zeit Leibeigene adeliger oder geistlicher Herren.
Auch verschiedene andere geistliche und adelige Herren verkauften, kauften, verliehen oder verschenkten grössere und kleinere Besitzungen. Solche besassen hier zeitweise auch das Domkapitel Konstanz und der Abt von St. Gallen.
Nach und nach erwarb vor allem das Kloster Fischingen die Güter in und um Heiterschen. Mit der Zeit konnten viele Lehensbauern das Gut als Eigentum übernehmen, mussten aber weiterhin die Grundzinsen bezahlen. Die Tatsache, dass 1836 etwa 15 Heiterscher noch grundzinspflichtig nach Fischingen waren, bedeutet wohl, dass praktisch alle Bauerngüter hier Lehen dieses Klosters gewesen waren.

### Der Weiher
1450 verkauften Rudolf von Landenberg (Frauenfeld) und sein Sohn dem Berchtold Vogt (Bürger zu Constanz), „ihren Wiger ze haitterschen mit vischen, wassern, wasserflüssen und wasserleiten, mit graben, wasen, rainen und allen sonstigen Zugehörden, stossett ainett an die lantstrass, die gen Tennyka gautt, anderthalb an das Willahöfflin, oben an des Schmidlins gutt von Tuttwil und an des Wittenwillers wiss …“
Von diesem erwarben ihn die Herren von Wängi. Ihr Nachfolger, „der edle beste Christoffel Giel“, verlieh ihn seinem Vogt, dem Cleinhans Stutz zu Lehen. Obwohl die ersteren das Gewässer als „frei, ledig und eigen“ gekauft hatten, beanspruchten es die Eidgenossen nach der Eroberung des Thurgaus.
Dies und die Tatsache, dass er in der Offnung von Wängi eigens erwähnt wurde, weisen auf seine Bedeutung hin.
Der Fischweiher lag an der Strasse nach Tänikon (heutige Strasse nach Scheuer / Schür). Darauf weisen der obige Text und ein Teilplan des Klosterlehenshofs Fischingen hin. Demnach besass das Kloster auch ein grösseres Grundstück westlich der heutigen Autobahnunterführung, nördlich der Strasse nach Scheuer. Diese Parzelle trägt die Bezeichnung „Unter Rusch beim Damm“. Südlich der Strasse sind zwei Grundstücke eingezeichnet, eines mit dem Namen „Ruschäckerli“. Wenn man in Betracht zieht, dass hier ein Weiher war, erklärt sich auch der Flurname Ruusch für diese Gegend, nämlich: nasses Gebiet, Ort wo man das Rauschen von Wasser gut hören kann. Einen weiteren Hinweis liefern die Karten von 1883 und 1912. Darauf ist in diesem Gebiet noch ein „Weierhölzli“ zu sehen.

### Gerichtsherrschaften
Die Hohe Gerichtsbarkeit, die auch Todesstrafen aussprechen konnte, lag im späten Mittelalter beim Landgericht in Frauenfeld. Dieses unterstand der Stadt Konstanz. Nach der Eroberung übernahmen die Eidgenossen diese Gerichtsbarkeit. Als oberster Rechtsvertreter im Thurgau residierte ein eidgenössischer Landvogt in Frauenfeld.
Die niedere Gerichtsbarkeit und Polizeigewalt übte ein Gerichtsherr oder Vogt aus.
Dieser bestrafte die zahlreichen Vergehen des täglichen Lebens, wie Frevel im Holz und Feld, Schlägerei, Missachtung der Gemeindeordnung, Verstösse gegen Zucht und Ordnung und beurkundete Kaufverträge.

#### Wängi
Wängi war eine der über hundert weltlichen und geistlichen Gerichtsherrschaften im Thurgau. In einem Freiheitsbrief hatte 1473 Kaiser Friedrich III. „das alt gemur zu Wengy mit häusern und höfen dahinder darneben und darumb“ der Gerichtsherrschaft der Gebrüder Heinrich und Hans von Wengi unterstellt, welche diese etwas später an die Gielen von Glattburg verkauften. Dazu gehörte auch Heiterschen, wie die „Offnung von Wengi“ (1495) bestätigt.
In dieser Offnung wurde zuerst der Umfang der Herrschaft beschrieben: „Die Gielen von Glattburg sind Herr und Vogt über Leute und Güter zu Ober- und Nieder-Wängi, zu Heiterschen und dem Weiher, zu Schowingen, zu den drei Betzelhöfen und Heini Schmids Gut zu Mörischwang, zu Stutzen Gütli, zum Weiher und Weihergütli, zu Hunzikon dem Hof, und das Tal hinauf und hinunter, was dazu und darein gehört oder je gehört hat.“ Danach wurden die Rechte und Pflichten der Gerichtsherren aufgeführt, Gebote, Verbote, Strafen festgehalten und z. B. Eheschliessung, Kauf und Verkauf, Strassenunterhalt, Feuerschau und Kriegsdienstpflicht geregelt.

#### Das Niedere Gericht am Tuttwilerberg
Einige wenige Gebiete waren unmittelbar dem Landvogt in Frauenfeld unterstellt. Sie waren deshalb in Hohen Gerichten gelegen. Zu einem solchen Gebiet, dem Hohen Gericht am Tuttwilerberg, gehörten nebst andern Dörfern oder Höfen dieser Region mit Beginn des 16. Jahrhunderts auch Heiterschen, Wilhof, Anetswil und Eggetsbühl. Vertreter des Landvogts war ein Untervogt, der das aus 12 Richtern bestehende Gericht leitete. Ein solcher Richter war um 1780 auch ein Jac. Hafner von Heiterschen. Anfang des 16. Jahrhunderts hatte ein Ruedi Kurzbein von Heiterschen als Vertreter des Landvogts Gerichtstage in Heiterschen gehalten.

### Der Lehenshof des Klosters Fischingen

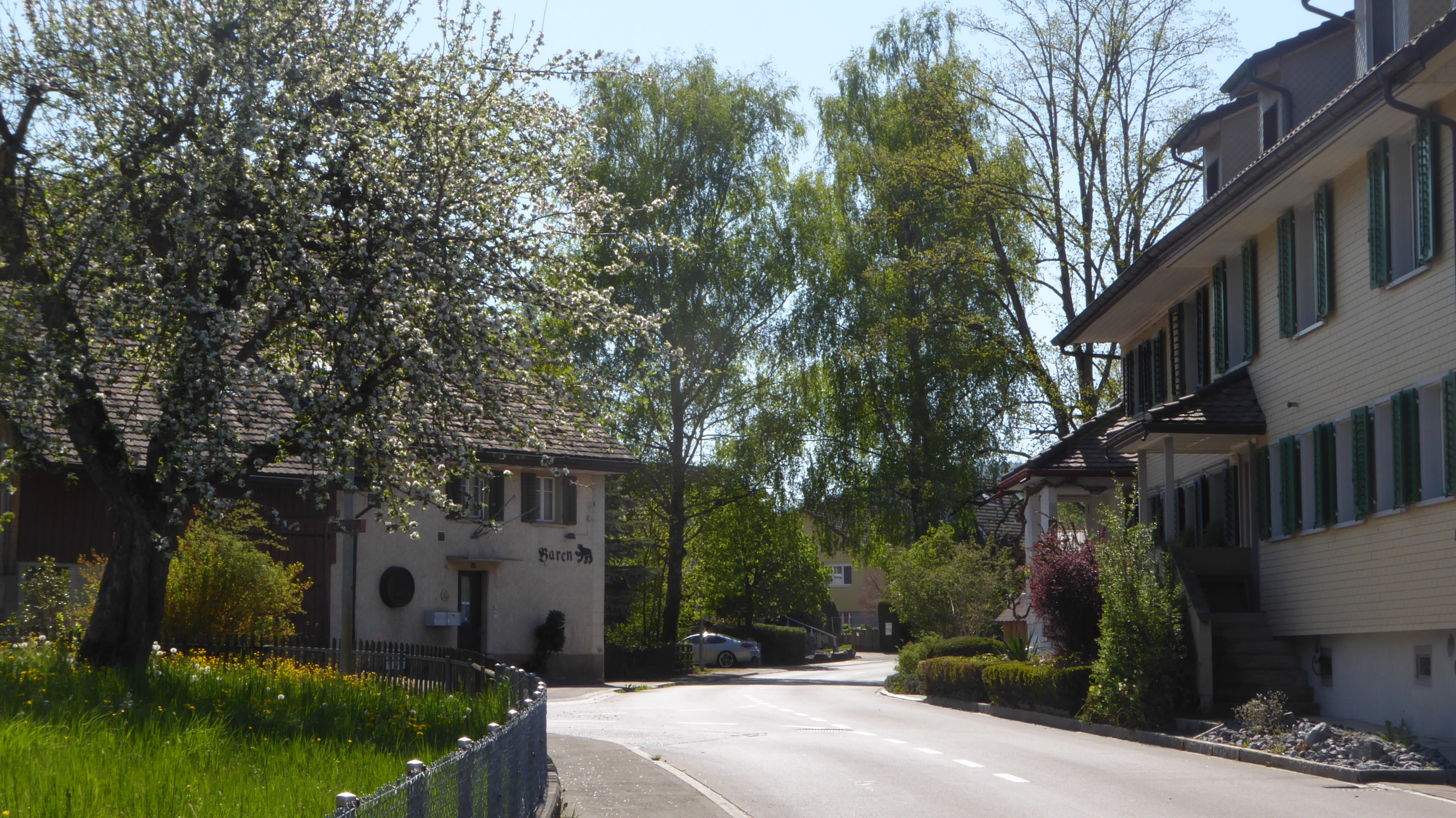
«Bären» in Heiterschen

Der grösste Teil der Grundstücke in und um Heiterschen war im Laufe der Zeit vom Kloster Fischingen erworben und als Lehen vergeben worden. In den Lehensbüchern waren diese ausführlich beschrieben, indem die Anstösser im Osten (Aufgang), im Süden (Mittags), im Westen (Niedergang) und im Norden (Mitnacht) angegeben wurden. Im Falle von Heiterschen besteht sogar ein mehrteiliger Plan zum bedeutenden Lehenshof des Klosters. Der Grossteil der Besitzungen („des Gottshauses Hoofgüter“) befand sich westlich und nordwestlich des Dorfes (Raum Vogelhärd) und nördlich (links und rechts der Murg) bis zum Jakobsbad. Ein kleinerer Teil lag südlich der Strasse Wängi–Wittenwil und nördlich dieser Strasse an der Murg.
Im Zentrum, halbkreisartig um den Brunnen (ursprünglich auch im Klosterbesitz), waren die Gebäulichkeiten des Lehenshofes angeordnet, nämlich ein Wohnhaus mit angebauter Doppelscheune (die spätere Wirtschaft „Heiterscher Hof“, heute Heiterscherstrasse 12) und östlich des Krebsbachwegs eine weitere grosse Scheune (vermutlich die neuere Zehntscheune). Dort steht heute ein Mehrfamilienhaus (Heiterscherstrasse 6–10). Möglicherweise war ebenfalls der Gebäudekomplex Heiterscherstrasse 20/22 Bestandteil des Lehenshofes. Auch ein „Rebhüsli“ und eine Trotte wurden in der Hofbeschreibung erwähnt. Im Bereich „Trottebüül“ (im Süden des Dorfes) müssten demnach Reben angebaut worden sein.
Am Ausgang des 18. Jahrhunderts ging die Zeit des Lehenswesens dem Ende entgegen. 1782 wurde der Hof nochmals als Lehen vergeben, und zwar die eine Hälfte dem Jacob Hafner von Untertuttwil, die andere Hälfte dem Josef Mahler von Ragatz. Er war der Trager (handlungsfähiger Vertreter des Lehensherrn). Nebst der Bewirtschaftung des Hofes, der Ablieferung der Zehnten und Zinsen (auch von anderen Lehensnehmern) war er zum Fuhrdienst für das Kloster verpflichtet (Heustroh, Baufuhren, Fuhren von Wein „sowohl in de Weite als Nähe ohne Unterschied, so viel nämlich das Gottshaus nötig hatt, jederweilen zu thun die Fuhre a 4 Batzen“).
Abgaben (den sog. Kleinzehnten) mussten die Heiterscher übrigens auch an die Komturei Tobel entrichten, welche seit dem 15. Jahrhundert das Recht hatte, in der Pfarrei Wängi den Geistlichen zu ernennen und die kirchlichen Einkünfte zu verwalten.
Nach dem Untergang der Alten Eidgenossenschaft 1798 war die Zeit der Landvögte und Lehensherren abgelaufen. In einem langwierigen Verfahren wurden Bodenzinsen und Zehnten abgelöst. Das dauerte bis in die zweite Hälfte des 19. Jahrhunderts. 1821 z. B. überliess das Gotteshaus Fischingen den ihm zuständigen Anteil an der Zehntenscheuer samt dem Recht zu dem dabei befindlichen Brunnen dem Johannes Mahler (Pfleger oder Kirchpfleger).
1812 verfügte der Grosse Rat des jungen Kantons den Anschluss von Weiern (912 „Wihare“), Heiterschen, Aeuli (Jakobstal), Tausendlist (Schönengrund), Ackermannshaus (Schlipf), Neuhof und Rotscheuer an Wittenwil und damit die Bildung dieser Ortsgemeinde, die zur Munizipalgemeinde Aadorf gehörte. Diese Gemeindeorganisation hatte bis 1995 Bestand.
1996 vereinigte sich die Ortsgemeinde Wittenwil zur politischen Gemeinde Aadorf. Gleichzeitig wurden die beiden Ortsteile Heiterschen und Jakobstal von der Ortsgemeinde Wittenwil abgetrennt und der Einheitsgemeinde Wängi zugeteilt.